# Beat Schmid (Romanist)
Beat Schmid (* 1940 in Zürich) ist ein Schweizer Romanist und Autor von Aphorismen und Essays.

## Werdegang
Beat Schmid studierte Romanistik und Komparatistik an der Universität Zürich. 1968 schloss er sein Studium mit einer Dissertation über Félicité de Lamennais ab. Von 1966 bis 2000 unterrichtete Schmid als Gymnasiallehrer für das Fach Französisch in Zürich. Er veröffentlichte zwei Bücher mit Aphorismen, publizierte Essays und Rezensionen zur französischen Literatur und Philosophie in verschiedenen Zeitschriften und arbeitete als Literaturkritiker für die Neue Zürcher Zeitung.

## Publikationen
- L'espérance et l'itinéraire de la certitude chez Lamennais. Essai sur les idées constitutives de l'instinct et du sacrifice, Peter Lang Verlag (=Reihe: Europäische Hochschulschriften Band 4), Bern 1970, ISBN 978-3-261-00199-3 (zugl. Dissertation)

Belletristische Bücher
- Spreng-Sätze. Aphorismen, mit Zeichnungen von Denise Hotz, Pendo Verlag, Zürich 1975. ISBN 3-85842-016-6[4]
- Aus den Angeln. Aphorismen, Edition Howeg, Zürich 2009. ISBN 978-3-85736-263-7

Aphorismen und Essays
- Aphorismen von Beat Schmid in: Hans-Horst Skupy (Hrsg.): Das große Handbuch der Zitate. Bassermann Verlag, München 2013, ISBN 978-3-8094-3153-4, S. 44, 195, 308, 321, 742, 916, 984
- Grundrisse. In: Merkur 1977 Heft 352, S. 874.
- Rauchfänge. In: Merkur 1974, Heft 309, S. 147.
- Therapie als Praxis der Freundschaft. Zum Briefwechsel zwischen Julien Green und Jacques Maritain. In: Merkur 1980, Heft 07, S. 729–735 (Vorschau)
- Zerreissproben. Blick auf Albert Camus aus seinen Tagebüchern (pdf; 2,5 MB). In: Orientierung vom 28. Februar 1990, S. 45–48.
- Ein Süchtiger der Vieldeutigkeit. Milan Kundera über die Kunst des Romans (pdf; 2,5 MB). In: Orientierung. Katholische Blätter für weltanschauliche Informationen vom 30. September 1994, S. 193–196.
- Eine Zeitschrift erforscht sich selbst. 50 Jahre „Esprit“ (pdf; 2,2 MB). In: Orientierung vom 15. April 1983, S. 86–88.
- Zu einer Studie über Jean Greniers Hauptwerk (pdf; 2,4 MB). In: Orientierung vom 15. Mai 1997, S. 102–104.